# Marienwallfahrt Neviges

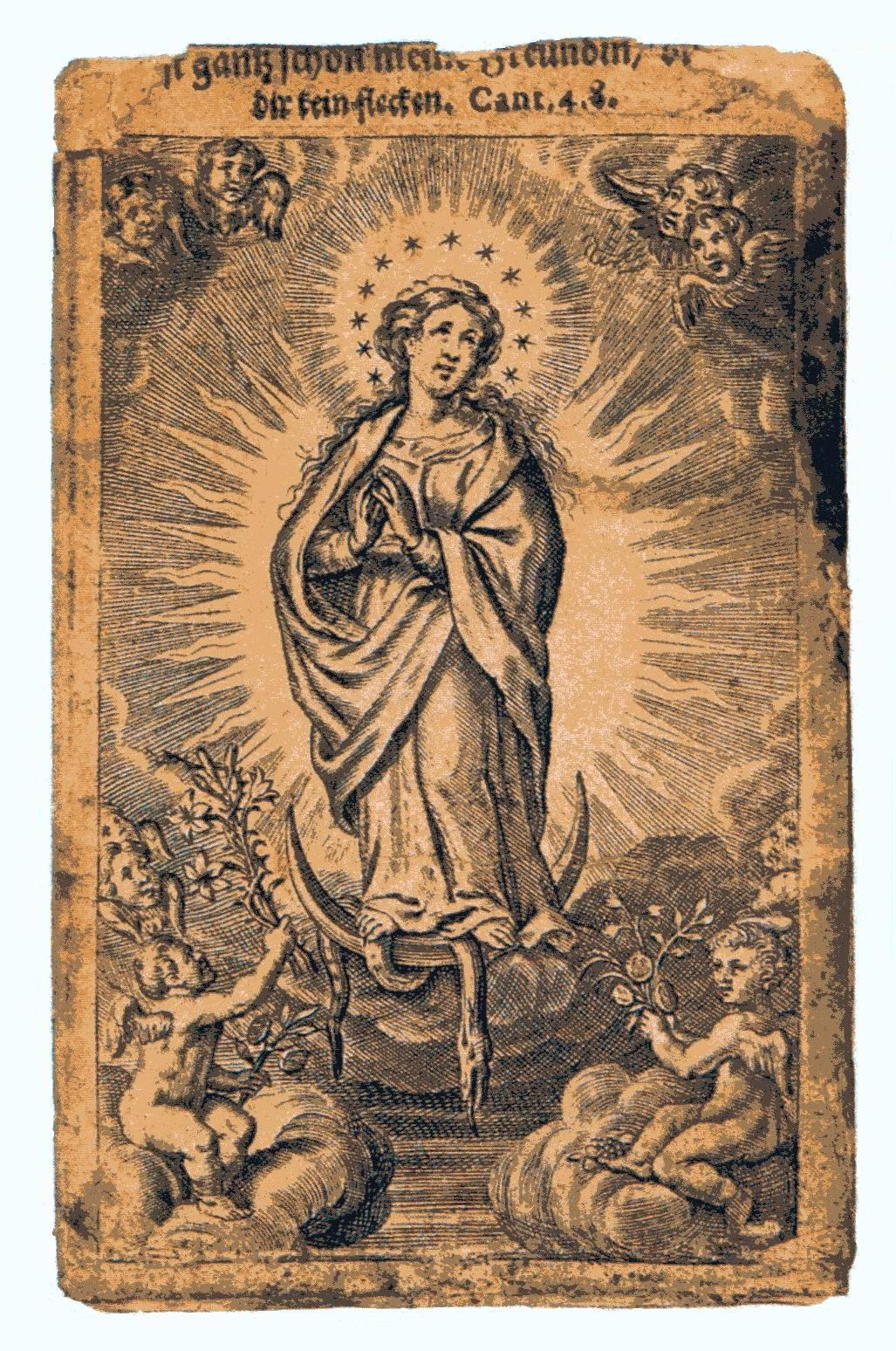
Gnadenbild der Marienwallfahrt Neviges

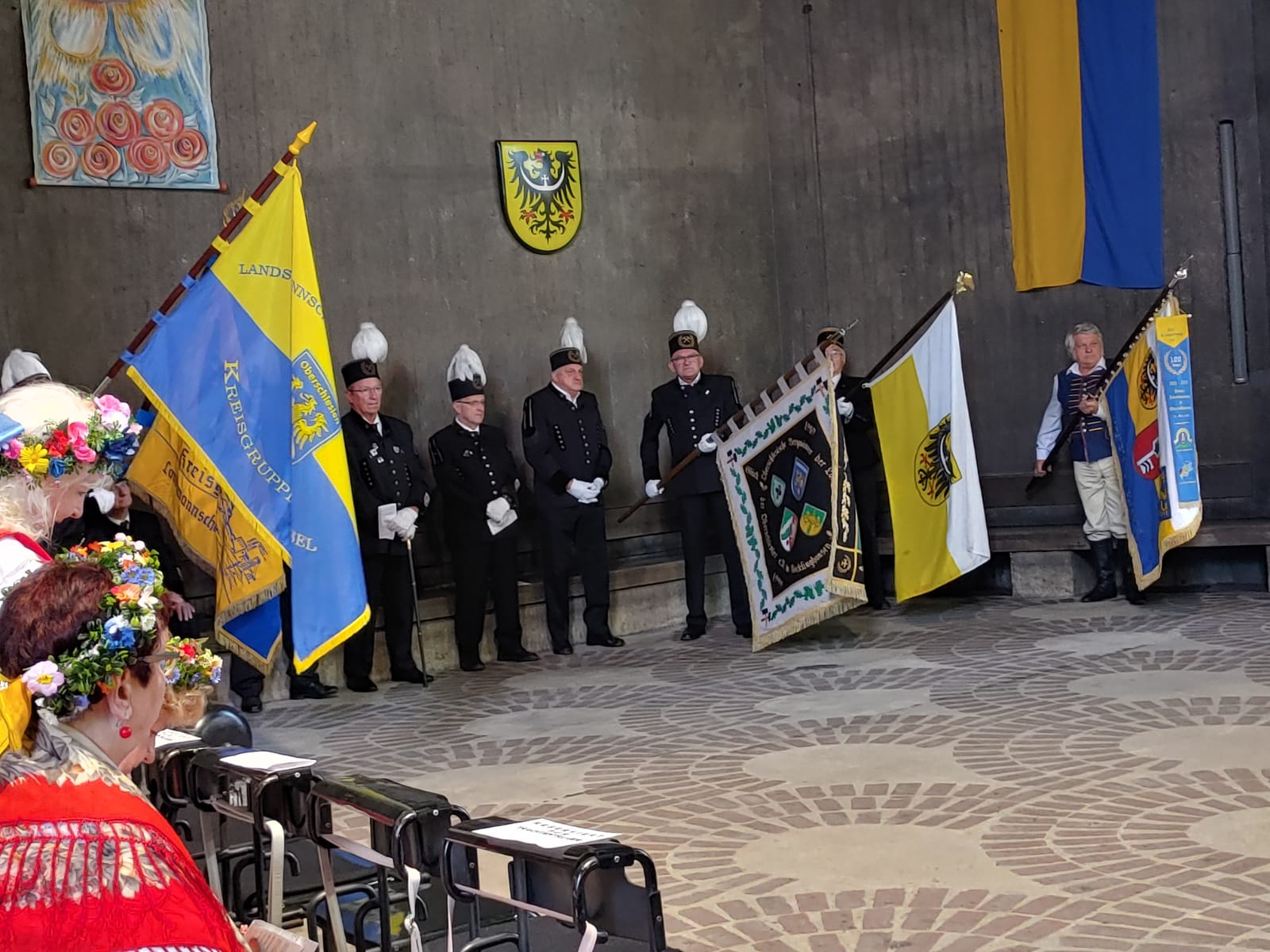
Wallfahrt der Schlesier nach Neviges, 2022

Die Marienwallfahrt Neviges (auch: Nevigeser Wallfahrt, veraltet auch Wallfahrt Hardenberg oder Wallfahrt Hardenberg-Neviges) ist eine römisch-katholische Gnadenbild-Wallfahrt nach Neviges (Erzbistum Köln) im Niederbergischen Land. Sie besteht seit 1681. Die Nevigeser Wallfahrt ist insbesondere aufgrund des Mariendoms von Gottfried Böhm überregional bekannt.

## Das Gnadenbild
Gegenstand der Verehrung der Pilger ist das Gnadenbild von Neviges (auch Hardenberger Gnadenbild) der unbefleckt empfangenen Jungfrau Maria. Es handelt sich um einen Kupferstich mit dem als Muttergottes interpretierten Frauenbild, wie es in Kapitel 12 der Offenbarung des Johannes geschildert wird: „Eine Frau, mit der Sonne umkleidet, der Mond unter ihren Füßen und auf ihrem Haupt ein Kranz von zwölf Sternen“. Maria steht auf der Mondsichel und hat der teuflischen Schlange den Kopf zertreten, der schlaff mit herausgestreckter Zunge nach unten hängt. Das Haar der Gottesmutter ist wie eine Krone um den Kopf geflochten und fällt dann – als Zeichen der Jungfräulichkeit – lang über die Schulter herab. Am unteren Bildrand zwei Engel, die mit Dornen umwundene Lilien und Rosenzweige – als Zeichen der Reinheit und Liebe – in den Händen halten.

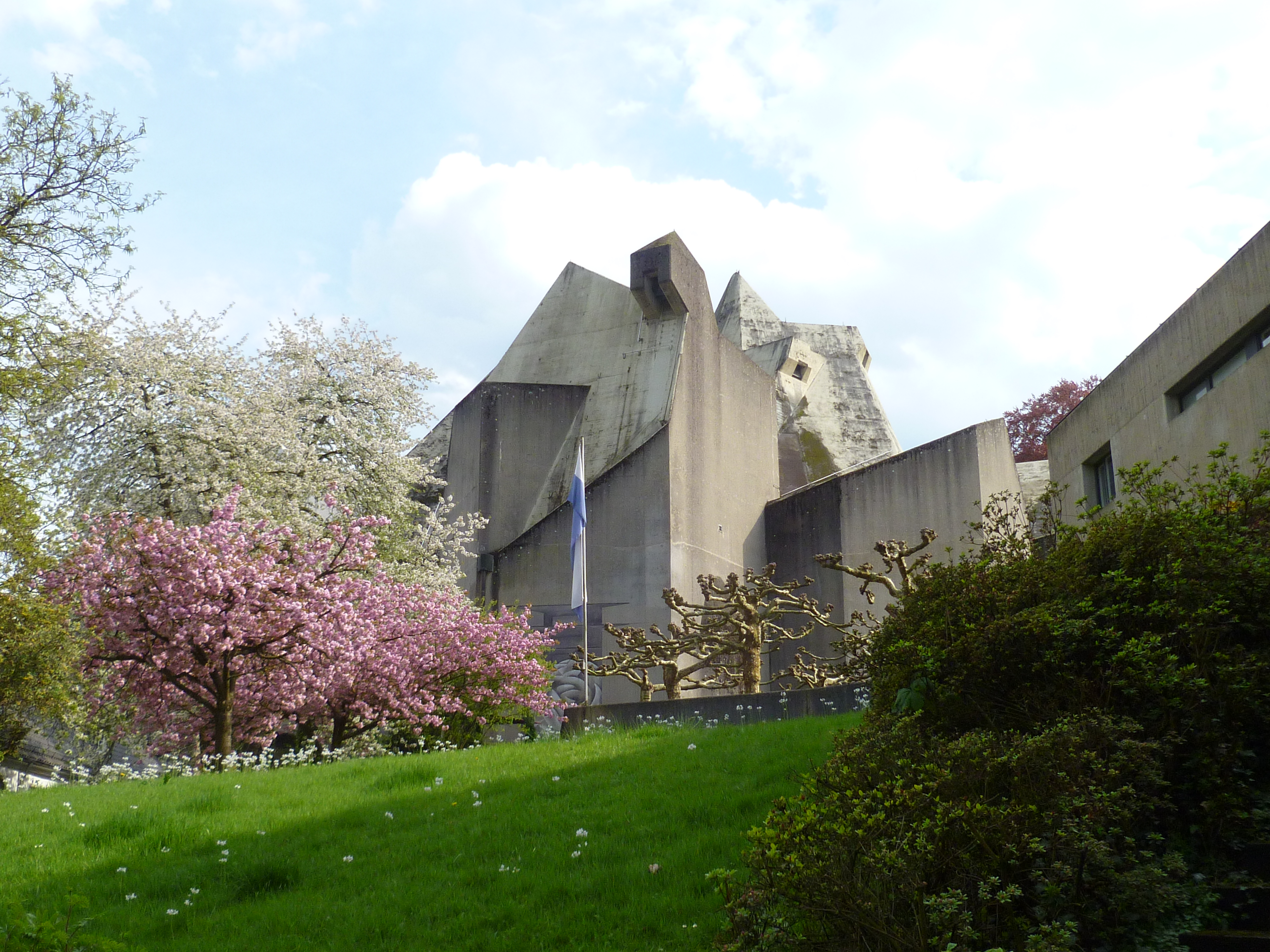
Der Nevigeser Mariendom

Der Kupferstich ist aus einem Buch herausgelöst, dem sehr erfolgreichen barocken Gebetbuch Das Himmlisch Palm-Gärtlein des Jesuiten Wilhelm Nakatenus (zuerst 1660, dann zahlreiche weitere Auflagen). In der Auflage von 1664 nimmt das Bild die Seite 254 ein. Das Bild steht in einem direkten Bezug zur Unbefleckten Empfängnis, insofern die herausgelöste Seite von einem (nur zum Teil lesbaren) Zitat aus dem Hohenlied gekrönt ist, in dem es heißt: „Du bist ganz schön, meine Freundin, und ist an dir kein Flecken. Cant. 4.8.“ (heute: 4.7).
Die Rückseite des Gnadenbildes zeigt ein Gebet, das als ältestes Gebet der Nevigeser Wallfahrt gilt:

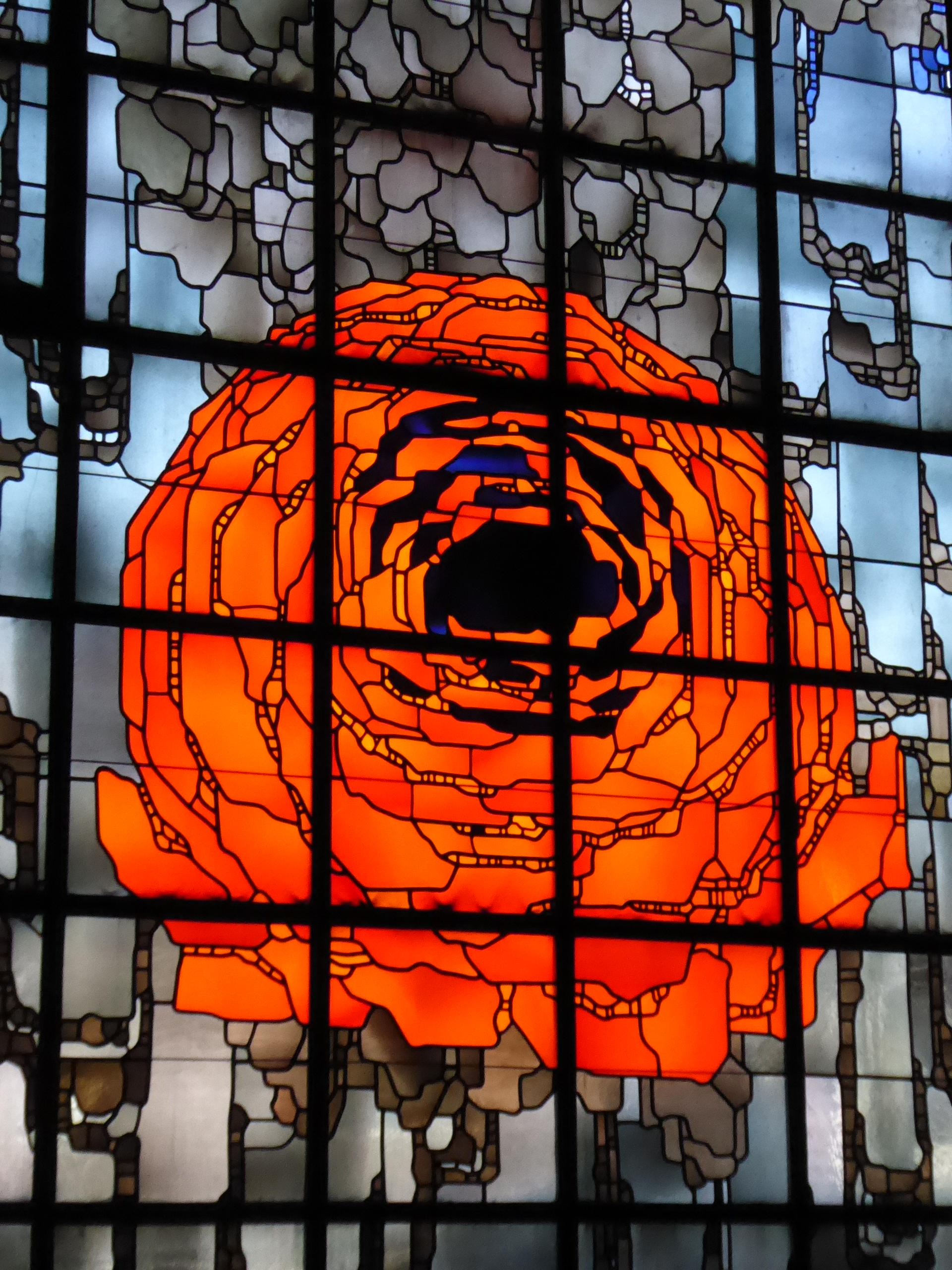
Rosenfenster des Mariendoms an der Tabernakelsäule

„Heilige Maria, Mutter Gottes, Königin des Himmels und Pforte des Paradieses, Herrscherin der Welt und Allerreinste der Jungfrauen, sei uns gegrüßt! Du bist ohne Erbschuld empfangen und jeglicher Sünde bar. Ohne Sündenmakel hast du empfangen Jesus, den Heiland der Welt. Du bist die unbefleckte Jungfrau vor, in und nach der Geburt. Lass mich durch deine mächtige Fürsprache gottselig, rein und heilig leben und bitte für uns alle bei Jesus, deinem geliebten Sohn. Nach meinem Tode nimm mich gnädig auf. Halte fern von mir alle Übel des Leibes und der Seele. Lass mich anderen helfen, die Werke der Barmherzigkeit vollbringen und verleihe, dass ich in der Paradieses-Herrlichkeit mich ewig mit dir freuen möge. Amen“

## Geschichte der Wallfahrt

### Entstehung
Als der Große Kurfürst 1640 die Wallfahrt von Ginderich bei Wesel verbot, kam es im niederrheinisch-westfälischen Raum innerhalb von 40 Jahren zu vier bedeutenden Wallfahrtsneugründungen: Kevelaer (1641 im Bistum Roermond, heute Bistum Münster), Telgte (1651, Bistum Münster), Werl (1661, Erzbistum Paderborn) und Neviges 1681, denn nach dem Dreißigjährigen Krieg mit seinen verheerenden Auswirkungen gab es im katholischen Volk ein Bedürfnis nach Marienbildverehrung und mystischer Frömmigkeit. Das damit verbundene Wiederaufleben der Wallfahrtstradition wurde nicht nur von der Gegenreformation, sondern wegen der wirtschaftlichen Bedeutung für die jeweilige Region oft auch vom Landesherrn unterstützt. Die Hardenberg-Nevigeser Wallfahrt teilt das Entstehungsmuster mit der von Kevelaer. Beim Beten vor einem Marienbild glaubt die Person eine geheimnisvolle Stimme zu vernehmen, die den Bau einer Kapelle verlangt. Es handelte sich nicht, wie später in Lourdes, um eine vollständige Marienerscheinung (Vision), sondern vermittelte über ein Bild um das private Hören einer Stimme (Audition).
Zwei Personen waren für das Entstehen der Wallfahrt entscheidend: die Ortsherrin der Herrschaft Hardenberg auf Schloss Hardenberg, die für die aufnehmenden Strukturen sorgte, und ein Franziskaner, der das auslösende mystische Erlebnis hatte.
Als um 1630 der protestantische Ortsherr der fast zur Gänze protestantischen Herrschaft Hardenberg, Johann Sigismund von Bernsau, die im Damenstift Stoppenberg (heute zu Essen) erzogene katholische Anna von Asbeck heiratete, bat sie sich aus, ihre Kinder katholisch erziehen zu dürfen, und erreichte 1649 auch die Konversion ihres Mannes. Nach dessen Tod Regentin geworden, ließ sie 1670 für die wenigen Katholiken die Anna-Kapelle bauen und berief 1676 zur Rekatholisierung den Franziskanerorden auf den Hardenberg, dies bereits zusammen mit ihrer Tochter Isabella Margaretha, Mutter von Johann Sigismund von Schaesberg, seit 1666 Witwe des Friedrich Arnold von Schaesberg und seit 1675 Mitregentin. Beide Frauen stifteten 1680 das Kloster Hardenberg. In der entsprechenden Urkunde heißt es:

„Wir, Anna von Asbeck ... und Wir, Isabella, geb. von Bernsau ..., Mutter und Tochter, tun hiermit kund für Uns und Unsere Erben und Nachkommen und bezeugen: Auf Erinnern und Anhalten des P. Guardians von Wipperfürth Heinrich Schauenburg haben Wir nach fleißigem überlegen zur Ehre Gottes und zur weiteren Ausbreitung der kath. Religion die beim Dorf neuerbaute Kirche nebst bequemen Platz für eine geistliche Wohnung und anliegenden Garten unter nachfolgenden Bedingungen den Brüdern vom hl. Franziskus vollbedachtlich geschenkt ... Geschehen auf Schloß Hardenberg am 20. Mai 1675.“

Zweiter Oberer des Klosters, das zur Sächsischen Franziskanerprovinz (Saxonia) gehörte, war Caspar Nießing. Ihm oblag es, Konventsgebäude zu errichten, doch damit stockte es.
Im Franziskanerkloster Dorsten betete im September 1680 der 32-jährige Franziskaner Antonius Schirley aus dem Nakatenusschen Gebetbuch Das Himmlisch Palm-Gärtlein mit dem Kupferstich der Unbefleckten Empfängnis, als er eine Stimme zu hören glaubte mit der Botschaft: „Bring mich nach dem Hardenberg, da will ich verehret sein“.
In den beiden folgenden Nächten hatte er zwei weitere Auditionen. Zuerst wurde ihm aufgetragen, sich an die Franziskaner in Neviges zu wenden und mitzuteilen, einem „großen Fürst“ stünde eine Erkrankung bevor, von der er nur durch ein „Gelübde nach dem Hardenberg“ und durch Unterstützung des Klosterbaus genesen könne. In der darauffolgenden Nacht bekam er den Auftrag, eine Novene zu beginnen und neun Wochen lang samstags die heilige Messe zu feiern „zur Danksagung meiner unbefleckten Empfängnis“. Die Unbefleckte Empfängnis Mariens, seit dem Konzil von Basel (1439) Glaubensgewissheit der katholischen Kirche, aber erst 1854 Dogma, fand seit dem 13. Jahrhundert in den Franziskanern ihre stärksten Befürworter.
Schirley wandte sich an Caspar Nießing, der seinerseits die Unterstützung durch den Abt des Benediktinerklosters Werden Ferdinand von Erwitte einholte. Der „große Fürst“ stellte sich in der Person des erkrankten Fürstbischofs von Paderborn und Münster, Ferdinand von Fürstenberg, ein, der nach erfolgtem Gelübde genas (er starb erst im Juni 1683). So konnte Nießing am 20. Juli 1681 den Grundstein für den Bau des Klosters legen, und es fand am 25. Oktober die erste Wallfahrt nach Neviges statt, an der neben dem Fürstbischof der Abt von Werden teilnahm, wie auch der fromme Landesherr Herzog Jan Wellem. Dessen Vater, Philipp Wilhelm von der Pfalz, hatte 1677 schon eine Kapelle für die Benrather Wallfahrt zur „Schwarzen Muttergottes“ errichten lassen, und seiner zum katholischen Glauben übergetretenen Gemahlin Elisabeth Amalie von Hessen-Darmstadt, Jan Wellems Mutter, war das Palm-Gärtlein des Nakatenus gewidmet.

### Entwicklung ab 1681
Ab 1682 wurden Herzog Jan Wellem und seine Gemahlin Maria Anna Josepha von Österreich zu den eifrigsten Förderern der Wallfahrt. Der Herzog führte 5000 Düsseldorfer Pilger nach Hardenberg-Neviges und verordnete eine jährliche öffentliche Prozession von Düsseldorf nach Neviges. Als weiterer Förderer trat Abt Ferdinand (1628–1706) von Kloster Werden in Erscheinung, der am 28. Juli 1683 in einer Urkunde die Entstehung der Wallfahrt aus dem Wunder von Dorsten (ohne Nennung von Schirleys Namen) und aus der ersten Bildverehrung am 25. Oktober 1681 bezeugte. Dass diese Förderung auch interessegeleitet war, ergibt sich aus der von ihm eingefügten angeblichen Äußerung der Muttergottes, der Ort Hardenberg „werde nicht weniger berühmt werden als der Flecken Kevelaer“, was vor dem Hintergrund des damals rein protestantischen Umfelds von Neviges zu bewerten ist.
1688 genehmigte der Kölner Generalvikar Prozessionen nach Hardenberg mit Kreuz und Fahnen. 1697 erlaubte Nuntius Fabrizio Paolucci, alle Gnadenbildspenden für das Kloster und die Kirche zu verwenden. 1710 wurde die Bruderschaft von der Unbefleckten Empfängnis Mariens zu Hardenberg gegründet und von Papst Clemens XI. bestätigt. 1728 wurde die Wallfahrtskirche der Unbefleckten Empfängnis Mariens konsekriert. Ab 1737  wurde von Papst Clemens XII. allen Hardenberg-Pilgern der vollkommene Ablass ihrer Sündenstrafen versichert. 1781 fanden sich zur Hundertjahrfeier mehr als 10.000 Pilger ein. Um 1800 hatte sich auch die Zahl der Katholiken in der Herrschaft Hardenberg von 70 auf 1400 erhöht.

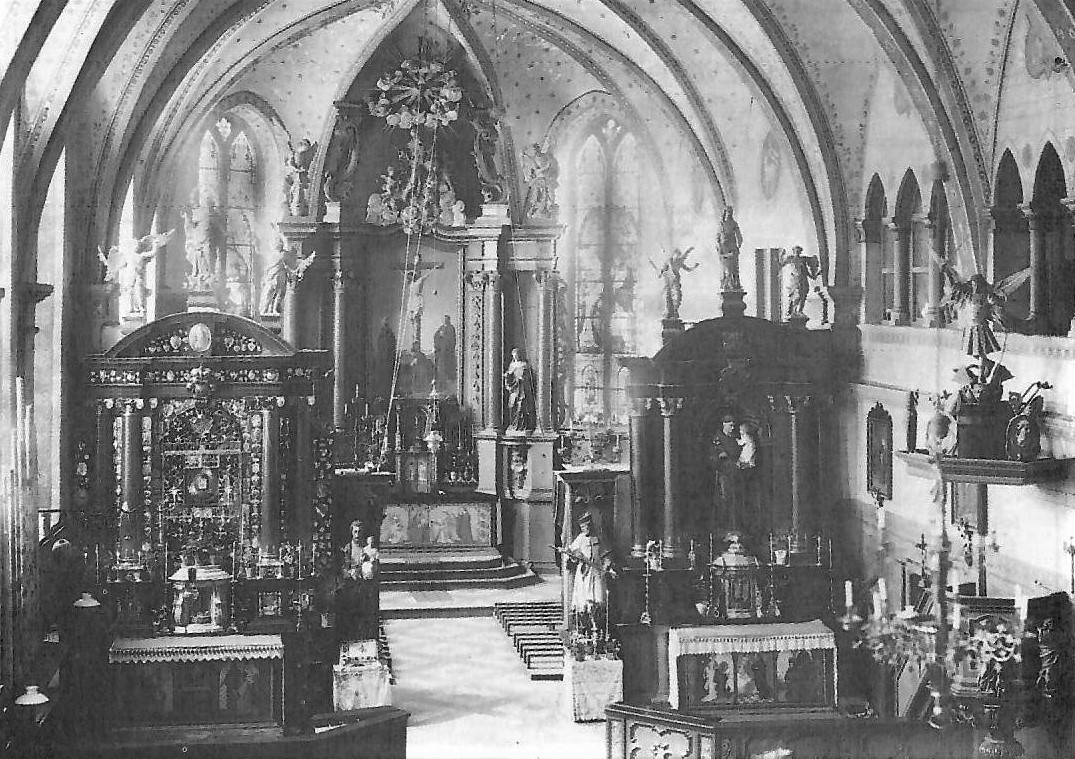
Pfarr- und Wallfahrtskirche „St. Mariä Empfängnis“ vor 1904, am linken Seitenaltar das Gnadenbild

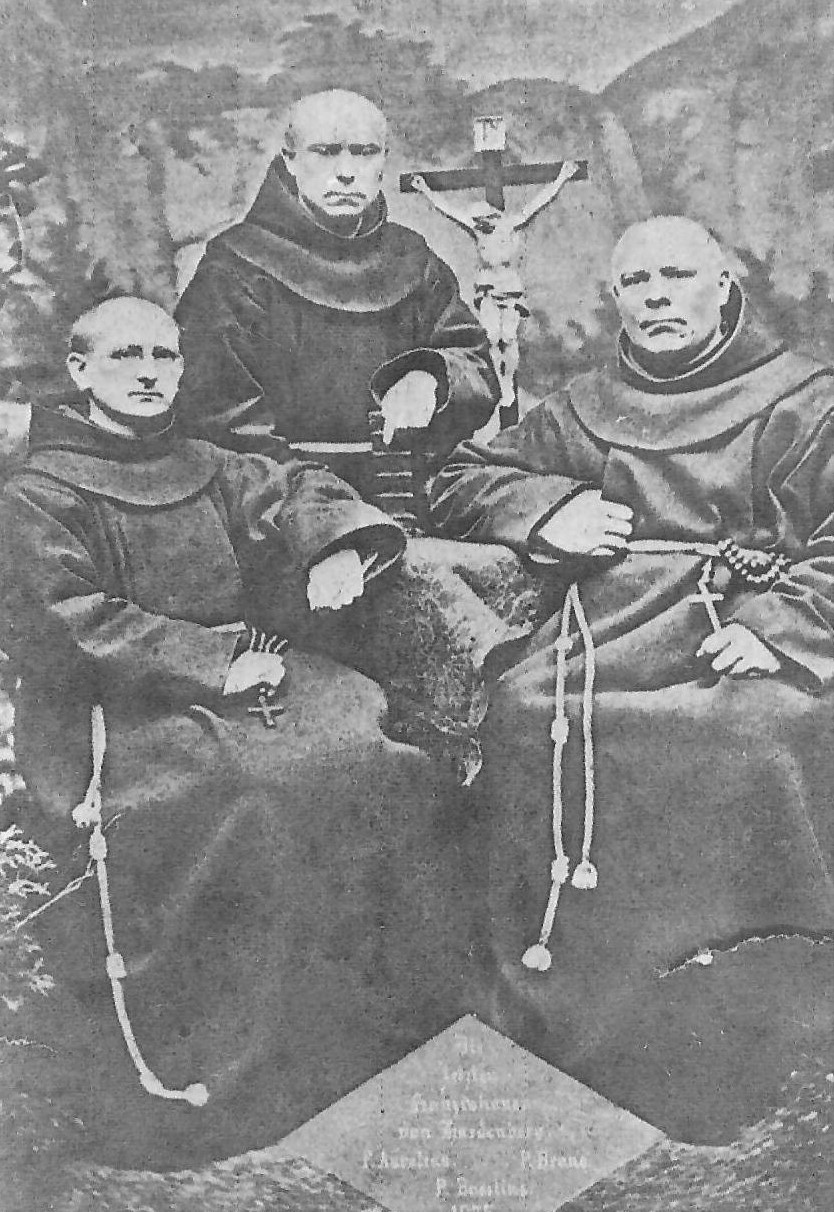
Drei Patres verblieben im preußischen Kulturkampf 1875 im Kloster von Neviges.

Als das Franziskanerkloster 1804 infolge der Säkularisation aufgehoben wurde, übernahmen die Nevigeser Franziskaner die Pfarrseelsorge und blieben in den Konventsgebäuden wohnen, so dass das formell aufgelöste Kloster faktisch weiterbestand. Im September 1812 wurde es Zentral- oder Aussterbekloster, in dem die Brüder der aufgelösten Klöster verschiedener Orden im Bergischen Land bis zu ihrem Tod wohnen konnten. 1826 gestattete König Friedrich Wilhelm III. von Preußen, zu dem Neviges jetzt gehörte, den Fortbestand einiger Klöster, darunter auch das in Neviges. Besondere regionale Bekanntheit erzielte Pater Clementinus Schmitz. Auf Intervention mehrerer benachbarter Kirchengemeinden und des Kölner Erzbischofs Johannes von Geissel durfte das Kloster ab 1845 auch wieder neue Mitglieder aufnehmen. Allerdings war in der ersten Hälfte des 19. Jahrhunderts durch diese Schwierigkeiten auch die Wallfahrt beeinträchtigt, wurde aber 1854 durch die Verkündigung des Dogmas von der Unbefleckten Empfängnis beflügelt und konnte 1881 zur 200-Jahr-Feier aufblühen, obwohl das Kloster von 1875 bis 1886 wegen des preußischen Kulturkampfes erneut aufgehoben war. Großen Anteil daran hatte Pfarrer Pater Basilius Pfannenschmied (1872–1894), unter dem es 1888 zur Einweihung des Kreuzbergs (Kreuzweg mit 14 Stationen) und zur Erweiterung der Wallfahrtskirche kam.

### 20. Jahrhundert

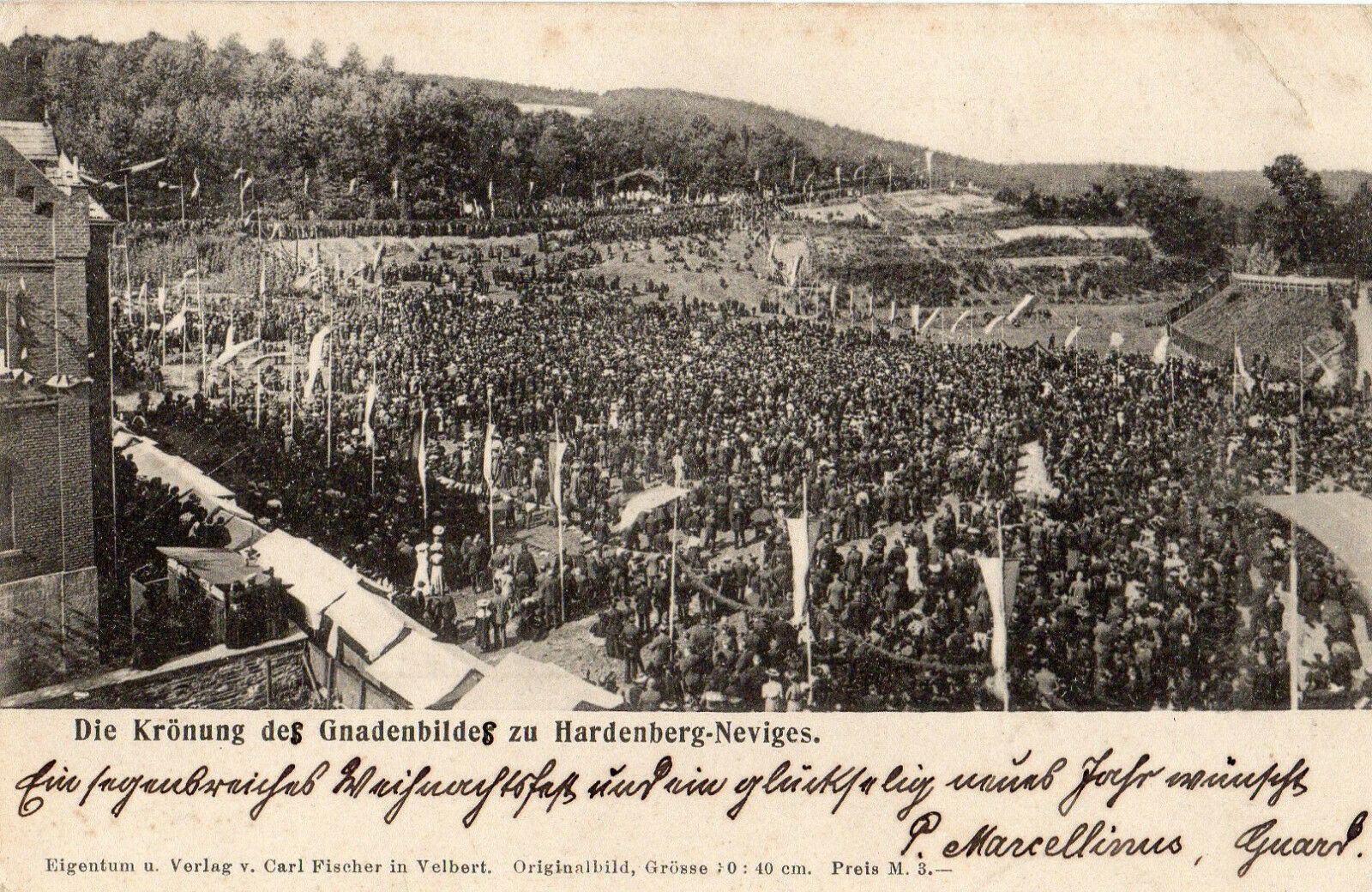
Krönung des Gnadenbildes von Neviges 1904

1904, zum 50-Jahr-Jubiläum des Dogmas, wurde das Gnadenbild von Kardinal Anton Fischer feierlich gekrönt. Dazu waren 40.000 Pilger anwesend. Ab 1909 wurde mit dem Aufkauf der Häuser in der Klosterstraße die Möglichkeit geschaffen eine größere Wallfahrtskirche zu bauen. Verschiedene Pläne wurden erstellt, doch nie realisiert.
Pfarrer Pater Wenceslaus Straussfeld kaufte und plante die Andachtsstelle Marienberg (fertiggestellt 1936) und hatte auch den Baugrund und das Geld für eine größere Wallfahrtskirche beisammen, doch scheiterte die Planung am Ausbruch des Ersten Weltkriegs, das Geld wurde in der Inflation von 1923 entwertet. 1935 wurde mit 340.000 Jahrespilgern ein Höhepunkt der Nevigeser Wallfahrt erreicht; großen Anteil daran hatte der Volksmissionar Pater Elpidius Weiergans, der mit Wallfahrtsleiter Pater Gabriel Schmidt (1887–1965) 1932 das Konzept der „Hardenberger Sturmandacht“ entwickelte, einem Gebetsgottesdienst, in dem die Gottesmutter mit erhobenen Händen in den verschiedensten Anliegen „bestürmt“ wird. In diesen Jahren erwarb Hardenberg-Neviges den Ruf eines „deutschen Lourdes“ mit jährlich mehr als 100 Sonderzügen für Wallfahrer, eine Entwicklung, die durch den Beginn des Zweiten Weltkriegs gebremst wurde.

#### Bau des Mariendoms und weitere Entwicklung

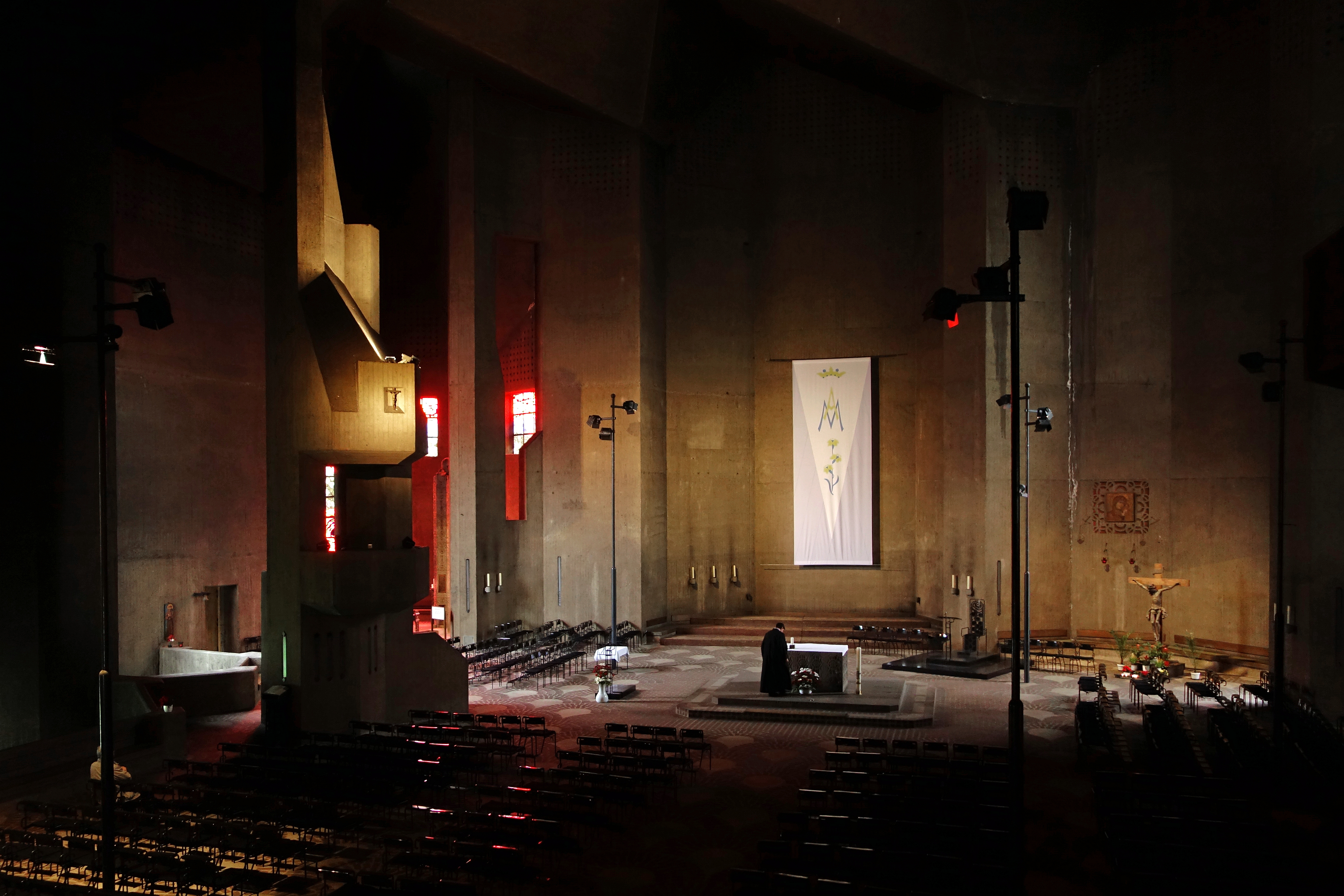
Inneres des Wallfahrtsdomes „Maria Königin des Friedens“

Von 1942 bis 1969 förderte Kardinal Josef Frings die Wallfahrt. In seiner Zeit als Erzbischof von Köln wurde von 1966 bis 1968 der Nevigeser Wallfahrtsdom nach einem Entwurf des Architekten Gottfried Böhm gebaut. Er sollte nach ersten Plänen Platz für bis zu 8.000 Pilger bieten, wurde aber tatsächlich für etwa 1.700 Personen angelegt.
Am 23. September 1978 besuchte Kardinal Karol Wojtyła mit den deutschen und polnischen Bischöfen unter der Leitung des Primas Kardinal Wyszyński und Kardinal Höffner den Wallfahrtsort Neviges, 23 Tage bevor Wojtyła zum Papst Johannes Paul II. gewählt wurde. 1981 konnte das 300-jährige Bestehen der Wallfahrt gefeiert werden.
Nachdem die Deutsche Franziskanerprovinz wegen Personalmangels das Nevigeser Kloster Ende Januar 2020 aufgegeben hatte, übernahm am 1. September desselben Jahres die französische Priestergemeinschaft Sankt Martin mit drei Priestern die Betreuung der Wallfahrt.

### Entwicklung der Pilgerzahlen
In den Jahren nach dem Zweiten Weltkrieg war Neviges regelrecht überlaufen. Die alte Wallfahrtskirche verfügte über 167 Sitzplätze. An Sonn- und Feiertagen mussten jedoch etwa 10.000 Gäste bewältigt werden, an Werktagen zwischen 500 und 4.000. Bis zu 40 Messen wurden täglich zelebriert.
Die Pilgerchronik zeigt die folgenden Zahlen:
1740: 20.000 Pilger; 1800: 20.000; 1913: 100.000; 1916: 88.000; 1917: 45.000; 1918: 45.000; 1922: 90.000; 1923: 5.000; 1929: 75.000; 1931: 159.000; 1932: 90.000; 1933: 180.000; 1934: 303.000; 1935: 340.000; 1936: 300.000; 1943: 15.000; 1944: 102.000; 1945: 23.000; 1946: 130.000; 1951: 280.000; 1954: 300.000; bis 1960: ca. 200.000 jährlich